# Capila phanaeus
Capila phanaeus là một loài bướm trong họ hesperiidae được tìm thấy ở Ấn Độ và Đông Nam Á.